# Мастъркасъл
Mastercastle е италианска метъл група, създадена през 2008. Стилът им се определя като пауър/нео-класически метъл.

## История
Групата е създадена през 1993 от Пиер Гонела ('Pier Gonella') (китара) и Giorgia Gueglio (вокалиста).
 В края на 1997 г. групата подписва договор с компанията Lion Music.
През 2009 излиза първият им албум The Phoenix.
 С успеха в Япония, албумът е издаден през Spiritual Beast.
Следващата година Gonella и Gueglio заедно с басиста Steve Vawamas и барабаниста Alessandro Bissa продължават да развиват стила си издавайки албумите „Last Desire“ (2010).

## Състав
- Giorgia Gueglio – вокали
- Пиер Гонела – китара
- Steve Vawamas – бас китара
- Alessandro Bissa – барабани

## Дискография
- The Phoenix – 2009
- Last Desire – 2010